# Бурейский (природный парк)
Бурейский — природный парк расположенный на территории Бурейского и Архаринского районов Амурской области в зоне влияния водохранилищ Бурейского каскада ГЭС. Парк «Бурейский» площадью 132 055 га создан на территориях существующих заказников «Желудинский» и «Урочище Иркун», а также на неохраняемых участках в верхнем и нижнем бьефах Нижне-Бурейского водохранилища.

## Физико-географическое положение
Природный парк расположен по обе стороны реки Бурея. Восточная часть на левом берегу в 200 км восточнее города Благовещенска. Западная часть — на правом берегу Буреи между федеральной автодорогой «Амур» и рекой Пайканчик, ограничивается водохранилищем Нижне-Бурейской ГЭС.

## Создание парка
Постановление о создании природного парка «Бурейский» было подписано 6 апреля 2015 года в поселке Новобурейском Амурской области.
Необходимость создания парка была вызвана сооружением водохранилища при строительстве Нижне-Бурейской ГЭС. Предполагалось увеличение численности рыбы и, как следствие, увеличение количества отдыхающих, занимающихся рыболовством, что может негативно сказаться на биологическом разнообразии района. В период создания водохранилища одной из главных задач является также спасение объектов растительного и животного мира, находящихся под угрозой гибели.

## Климат
На территории природного парка континентальный климат с муссонными чертами. В январе средняя температура — − 33 °С, в июле — 16,8 °С. Среднегодовое количество осадков составляет около 650—700 мм.